# Honda 125 cc viertaktracers
De Honda 125 cc viertaktracers vormen een serie motorfietsen die door het merk Honda werd ingezet in de 125cc-klasse in 1959 en de jaren zestig.

## Voorgeschiedenis
.

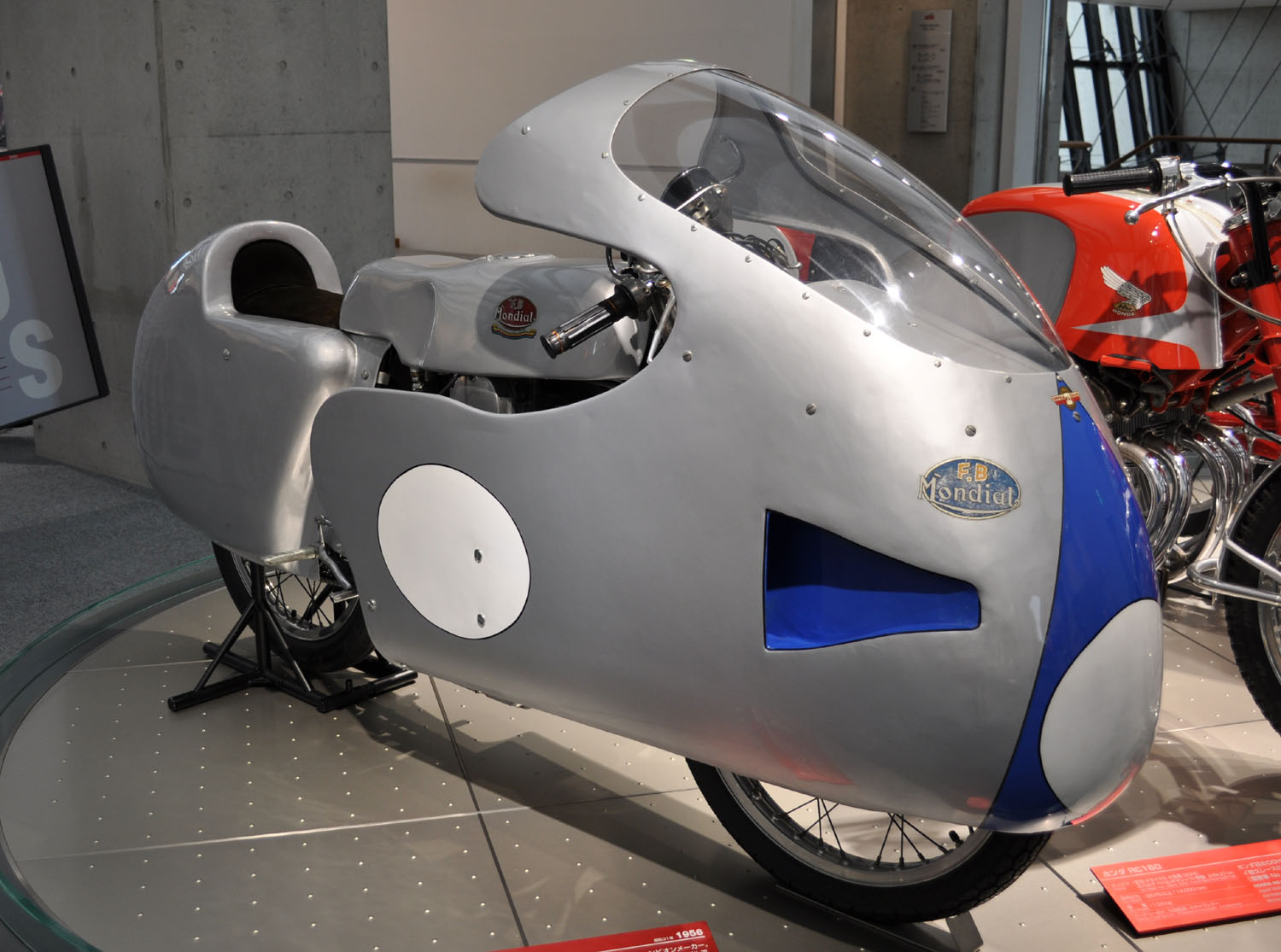
De Mondial 125 GP uit 1956 staat nog steeds in de Honda Collection Hall, prominent naast de 250 cc Honda RC 160

Al in 1954 was Soichiro Honda in Europa zijn licht gaan opsteken als het om wegraces met motorfietsen ging. Hij bezocht de Isle of Man TT en enkele Italiaanse fabrieken, zodat hij het wedstrijdverloop en de gebruikte machines kon bestuderen. Voor de TT van 1959 stelde men in 1958 Kiyoshi Kawashima als projectleider aan. Zijn eerste taak was een racemachine te ontwikkelen. Hoewel er veel ingenieurs van middelbare leeftijd bij Honda werkten, stelde "Oyaji" (Vader) Honda alleen jonge mensen aan bij het team. Tadashi Kume en Kimio Shinmura waren verantwoordelijk voor de motor en Toshiji Baba ontwikkelde het frame. De coureurs werden geworven uit de Honda Speed Club, een fabrieksvereniging die ook in de heuvelklimwedstrijden op de Asama-vulkaan aan de start kwam. Men schafte een 125 cc FB Mondial uit 1956 aan om als voorbeeld te dienen. Hoewel de Mondial een eencilinder was, besloot men toch een tweecilinder te bouwen.

## 1959: Honda RC 141 en RC 142
In januari 1959 was deze eerste machine, die RC 141 heette, klaar. Ze leverde echter slechts 15,3 pk en dat was veel minder dan de twee jaar oude Mondial. De RC 141 was een staande paralleltwin met dubbele bovenliggende nokkenassen die door een koningsas werden aangedreven. De boring/slagverhouding was 44 x 41 mm waardoor de cilinderinhoud op 124,7 cc kwam. De machine had echter slechts twee kleppen per cilinder. Er werd meteen een tweede machine ontwikkeld die vier kleppen per cilinder had. Deze RC 142 leverde 17,4 pk. De machines hadden een ruggengraatframe met de motor als dragend deel en een schommelvoorvork. De remmen waren simplexremmen. De cilinders helden 6° voorover. De inlaatkleppen maakten een hoek van 40° en de uitlaatkleppen een hoek van 44°. Er waren Keihin-vlakke schuif carburateurs met losse vlotterkamers gebruikt. De smering werd verzorgd door een wet-sumpsysteem met twee liter olie. De machines hadden zes versnellingen
Met vijf RC 141's en vier Honda CB 92 Benly Super Sports als trainingsmotor toog men naar het eiland Man. Het team bestond uit Kawashima, de monteurs Hisaichi Sekiguchi en Shunji Hirota, de manager Yoshitaka Iida en de coureurs Giichi Suzuki, Naomi Taniguchi, Junzo Suzuki, Teisuke Tanaka en Bill Hunt, een Amerikaan die ook als tolk fungeerde. Het team begon de trainingen en de verkenningen van de Clypse Course met Honda CB 92 Benly's die in februari op de markt gekomen waren. De vierklepskoppen die van de RC 141 de RC 142 maakten arriveerden per luchtpost, maar voor de race konden slechts drie machines omgebouwd worden. Het team werkte een maand lang inclusief de weekenden door om de machines raceklaar te maken, maar was alom nerveus toen de concurrenten begonnen te trainen. De Ultra-Lightweight TT werd gewonnen door Tarquinio Provini met een MV Agusta, Luigi Taveri werd met een MZ tweede en Mike Hailwood met een Ducati derde. Taniguchi werd zesde, Giichi Suzuki zevende, Tanaka achtste en Junzo Suzuki tiende. Taniguchi won een zilveren Replica en Giichi Suzuki en Tanaka wonnen bronzen Replica's. Het team kreeg ook de constructeursprijs. In de hele Honda-fabriek begon men enthousiast te worden, ook nadat Soichiro Honda persoonlijk in een speciale uitgave van de bedrijfskrant zijn waardering had uitgesproken, maar erbij had vermeld dat er nog een lange weg te gaan was. De gemiddelde snelheid van de MV Agusta op Man was 119,17 km/h, terwijl Taniguchi's Honda slechts 109,90 km/h gemiddeld gehaald had. De topmachines reden gemiddeld rondetijden van 8 minuten en 40 seconden, terwijl de Honda's er gemiddeld 9 minuten en 22,2 seconden over deden.

## 1960: Honda RC 143
Men begon dan ook onmiddellijk met de ontwikkeling van de machines voor 1960, waarbij men ook in de 250cc-klasse zou starten. Kawashima herinnerde zich later dat de "grote baas" zich nog wel op de ontwikkelingsafdeling liet zien, maar zich niet bemoeide met elk detail. Het team van Kawashima had immers race-ervaring opgedaan. De nieuwe 125cc-motor werd ontwikkeld door nog jonge ingenieur Kume, die werd bijgestaan door een vakman op het gebied van in- en uitlaatstromen, Shizuo Yagi. De nieuwe RC 143 was compleet anders dan de vorige racers. Uiterlijk viel de telescoopvork op, die de verouderde schommelvoorvork verging. Het frame was nog steeds een ruggengraatframe, maar toch helemaal vernieuwd, de trommelremmen werden verbeterd en de cilinders helden nu 35° voorover. De ontstekingsmagneet verhuisde van de inlaatnokkenas naar een plaats achter de cilinders. De RC 143 leverde 23 pk bij 14.000 tpm. Behalve Japanse coureurs werden nu ook Tom Phillis en Bob Brown ingehuurd. Nadat Phillis in de training van de TT van Assen gecrasht was kwam Jim Redman in zijn plaats. Naomi Taniguchi werd opnieuw zesde in de Ultra-Lightweight TT en Jim Redman en Giichi Suzuki werden vierde en zesde in Assen. Redman werd ook vierde in Italië en Kunimitsu Takahashi werd hier zesde. Bob Brown verongelukte tijdens de training met de 250 cc Honda RC 161 op de Solitudering. In het wereldkampioenschap werd Redman zevende, Taniguchi, Giichi Suzuki en Takahashi gedeeld tiende.

## 1961: Honda 2RC 143 en RC 144
In 1961 contracteerde Honda Tom Phillis, Jim Redman, Kunimitsu Takahashi, Sadao Shimazaki, Naomi Taniguchi en Luigi Taveri. Bovendien werden machines verhuurd aan Bob McIntyre en Mike Hailwood. Zonder teamorders werd het een spannend seizoen, want hoewel acht van de elf wedstrijden door Honda's gewonnen werden, wisselden de winnaars steeds. Phillis, Hailwood, Taveri en Takahashi wonnen wedstrijden waardoor ze van elkaar punten afsnoepten, terwijl MZ-coureur Ernst Degner in elk geval in eigen stal geen concurrenten had. Uiteindelijk werd Phillis wereldkampioen, Degner tweede en Taveri derde. Honda won ook de constructeurstitel.
Honda begon het seizoen met de 2RC 143, die niet meer was dan een gewijzigde versie van de RC 143. De belangrijkste verandering was het frame, dat nu een met dubbele stalen buizen uitgevoerd brugframe was. De motor was hetzelfde gebleven, maar de Keihin carburateurs waren vervangen door exemplaren met ronde schuiven.
De RC 144 werd alleen in de Grand Prix van Duitsland ingezet en wordt door Honda een "experimental bike" maar ook een "unfortunate bike" genoemd. Het is feitelijk een mislukt experiment. De machine had hetzelfde frame als de RC 143, maar de motor was helemaal anders opgebouwd. Het was een lange slag motor met een boring/slagverhouding van 42 × 45 mm en de cilinders helden slechts 10° voorover. Het vermogen bedroeg 22 pk bij 13.000 tpm. Eén machine heeft de tijd doorstaan en is te bezichtigen in de Honda Collection Hall.

## 1962: Honda RC 145 en CR 93
Hoewel de RC 145 de bekende boring/slagverhouding van 44 × 41 mm kreeg, was het toch een nieuw ontwikkelde motor. Feitelijk was de motor afgeleid van de viercilinder RC 162. Daardoor werden de nokkenassen nu aangedreven door een tandwieltrein tussen de beide cilinders, zoals dat ook bij de RC 162 het geval was. Afwijkend van de viercilinder was het wet-sumpsysteem dat de smering van de RC 145 verzorgde. De machine leverde 24 pk bij 14.000 tpm en was daarmee sterk genoeg voor de eerste drie plaatsen in het wereldkampioenschap: Luigi Taveri, Jim Redman en Tommy Robb. Ook de constructeurstitel ging weer naar Honda.
In dit jaar bracht Honda een drietal productieracers uit: de 50 cc CR 110, de 250 cc CR 72, de 305 cc CR 77 en de 125 cc CR 93. De CR 110 en de CR 93 waren in elk geval gebaseerd op normale productiemodellen, want ze hadden een afgedekte opening voor de plaatsing van een kickstarter, die bij racers vanwege de duwstart natuurlijk niet nodig was. De fabriek claimde een vermogen van 16,5 pk bij 11.500 tpm, maar de meeste CR 93's leverden veel meer vermogen, zeker als ze door goede tuners onder handen waren genomen. De machine van de Nederlander Cees van Dongen leverde ongeveer 22 pk.

## 1963: Honda RC 145 en RC 146
In 1963 kwam Honda niet met nieuwe modellen. Men sloeg een jaar over om geld te sparen en om de ontwikkelingsafdeling de tijd te geven te werken aan de auto's voor de Formule 1. In de 250- en de 350 cc klassen haalden Honda-coureurs desondanks de wereldtitel, maar in de 125 cc klasse was Suzuki oppermachtig. Alleen waar Suzuki niet aan de start kwam (in Spanje, Monza en Argentinië) konden Honda-rijders de prijzen pakken en daardoor werd Luigi Taveri toch nog tweede in het kampioenschap en Jim Redman eindigde als derde. De wereldtitel ging naar Hugh Anderson met de Suzuki. Dit was de eerste 125cc-titel voor een tweetaktmotor en Honda realiseerde zich dat men iets moest doen om de opkomst van de tweetakten het hoofd te bieden. Daarom begon men in 1963 met de ontwikkeling van nieuwe racers, en in de laatste Grand Prix in Japan kwam de nieuwe 125 cc viercilinder RC 146 aan de start. Over deze machine is niets bekend, zelfs zijn type-aanduiding moet worden afgeleid uit het feit dat de racemotor uit 1964 "2RC 146" heette, waardoor het logisch is dat er een RC 146 is geweest.

## 1964: Honda 2RC 146
Met de komst van de viercilinder 2RC 146 was Honda klaar om de confrontatie met de Suzuki RT 64A aan te gaan. Het team sloeg de openingsrace in de Verenigde Staten over, waardoor Suzuki daar kon winnen, maar daarna ging de strijd vooral tussen Luigi Taveri en Jim Redman. Taveri werd uiteindelijk wereldkampioen en Redman werd tweede. De derde plaats was voor Anderson met de Suzuki. Toch kwam er aan het eind van het seizoen weer nieuwe dreiging uit het tweetaktkamp: Suzuki begon met de ontwikkeling van de viercilinder Suzuki RK 64 én de driecilinder Suzuki RJ 66 en Yamaha verscheen in de laatste race met de Yamaha RA 97 tweecilinder.
De 2RC 146 was eigenlijk een verkleinde versie van de 250 cc RC 164, een viercilinder viertaktmotor met de tandwielaandrijving voor de nokkenassen in het midden van de krukas, tussen de middelste cilinders. Boring en slag bedroegen 35,26 x 32 mm en de cilinderinhoud was 124,99 cc. De machine had transistorontsteking en 8 mm bougies, net als de nieuwe 50 cc Honda RC 113. De viercilinder leverde 28 pk bij 16.500 tpm en mocht 18.000 tpm draaien, hoewel korte tijd ook 19.000 tpm toegestaan was. Vanwege de smalle powerband waren er acht versnellingen aan boord.

## 1965: Honda 2RC 146, 4RC 146 en RC 148
Honda begon het seizoen 1965 met de succesvolle 2RC 146 uit 1964, maar in Duitsland en Spanje viel de machine uit en in Frankrijk finishte ze in het achterveld. Daarom kwam Honda tijdens de Ultra-Lightweight TT op Man met een opvolger, de 4RC 146. Taveri werd er tweede mee, maar dat was het beste resultaat van het hele jaar. In de eindrangschikking moest Luigi Taveri als beste Honda-coureur genoegen nemen met de vijfde plaats. In de DDR en Tsjechoslowakije kwam Honda niet aan de start maar in de laatste Grand Prix in Japan werd opnieuw een nieuwe motorfiets voorgesteld: de vijfcilinder RC 148.
De 4RC 146 verschilde nauwelijks van zijn voorganger. Uiterlijk was hij te herkennen aan de kortere uitlaten. De motor leverde nu wel 30 pk bij 17.000 tpm, maar in de praktijk bleek hij onbetrouwbaar en hij liep bijna nooit echt goed. Voortdurend sukkelde men met carburatie- en ontstekingsproblemen.
De RC 148 was dan ook een geheel nieuwe ontwikkeling. In feite bestond hij uit 2½ 50cc twin. Hij had dezelfde cilindermaten als de 50 cc RC 112/113/114. De tandwieltrein voor de nokkenasaandrijving zat tussen de derde en de vierde cilinder. Het blokje leverde 34 pk bij 20.000 tpm. De uitlaten van de cilinders 1, 2, 4 en 5 zaten op normale plaatsen links en rechts van de motor, die van cilinder 3 boog omhoog langs de linkerkant van het motorblok, door het frame en eindigde onder het rechterbeen van de coureur. Deze machine woog 85 kg.

## 1966: Honda RC 149
De vijfcilinder kreeg in 1966 de naam RC 149, maar er waren toch wel wat dingen veranderd. De cilindermaten kwamen nu overeen met de RC 116: 35,5 × 25,14 mm, wat een cilinderinhoud van 124,4 cc opleverde. Het vermogen steeg naar ca. 38 pk bij 20.500 tpm. In de stroomlijnkuip kwamen twee oliekoelers te zitten. De motor was aan de linkerkant opgebouwd als een driecilinder met een 120° krukas en aan de rechterkant als een tweecilinder met een 180° krukas.
Tijdens het seizoen 1966 kregen Honda-rijders Luigi Taveri en Ralph Bryans flinke tegenstand van de Yamaha-coureurs Bill Ivy en Phil Read, maar uiteindelijk wist Taveri de wereldtitel toch al in de Ulster Grand Prix, met nog drie races te gaan, zeker te stellen. Ivy werd tweede en Bryans werd derde. Na dit seizoen stopte Honda met racen in de 125 cc klasse. De FIM verbood meer dan vier cilinders voor 125 cc motoren.

## Technische gegevens
| Honda                  | RC 141                              | RC 142                              | RC 143                              | 2RC 143                           | RC 144                            | RC145                             | CR 93                                                | RC 146                               | 2RC 146                              | 4RC 146                              | RC 148                               | RC149                                |
| ---------------------- | ----------------------------------- | ----------------------------------- | ----------------------------------- | --------------------------------- | --------------------------------- | --------------------------------- | ---------------------------------------------------- | ------------------------------------ | ------------------------------------ | ------------------------------------ | ------------------------------------ | ------------------------------------ |
| Periode                | 1959                                | 1959                                | 1960                                | 1961                              | 1961                              | 1962-1963                         | 1962-1963                                            | 1963                                 | 1964-1965                            | 1965                                 | 1965                                 | 1966                                 |
| Categorie              | prototype                           | fabrieksracer                       | fabrieksracer                       | fabrieksracer                     | prototype                         | fabrieksracer                     | productieracer                                       | prototype                            | fabrieksracer                        | fabrieksracer                        | fabrieksracer                        | fabrieksracer                        |
| Motortype              | DOHC                                | DOHC                                | DOHC                                | DOHC                              | DOHC                              | DOHC                              | DOHC                                                 | DOHC                                 | DOHC                                 | DOHC                                 | DOHC                                 | DOHC                                 |
| Bouwwijze              | luchtgekoelde paralleltwin          | luchtgekoelde paralleltwin          | luchtgekoelde paralleltwin          | luchtgekoelde paralleltwin        | luchtgekoelde paralleltwin        | luchtgekoelde paralleltwin        | luchtgekoelde paralleltwin                           | luchtgekoelde viercilinder lijnmotor | luchtgekoelde viercilinder lijnmotor | luchtgekoelde viercilinder lijnmotor | luchtgekoelde vijfcilinder lijnmotor | luchtgekoelde vijfcilinder lijnmotor |
| Kleppen per cilinder   | 2                                   | 4                                   | 4                                   | 4                                 | mogelijk slechts 2                | 4                                 | 4                                                    | 4                                    | 4                                    | 4                                    | 4                                    | 4                                    |
| Nokkenasaandrijving    | koningsas                           | koningsas                           | koningsas                           | koningsas                         | koningsas                         | tandwielen                        | tandwielen                                           | tandwielen                           | tandwielen                           | tandwielen                           | tandwielen                           | tandwielen                           |
| Boring                 | 44 mm                               | 44 mm                               | 44 mm                               | 44 mm                             | 42 mm                             | 44 mm                             | 43 mm                                                | onbekend                             | 35,26 mm                             | 35,26 mm                             | 33 mm                                | 35,5 mm                              |
| Slag                   | 41 mm                               | 41 mm                               | 41 mm                               | 41 mm                             | 45 mm                             | 41 mm                             | 43 mm                                                | onbekend                             | 32 mm                                | 32 mm                                | 29 mm                                | 25,14 mm                             |
| Cilinderinhoud         | 124,7 cc                            | 124,7 cc                            | 124,7 cc                            | 124,7 cc                          | 124,7 cc                          | 124,7 cc                          | 124,9 cc                                             | onbekend                             | 124,99 cc                            | 124,99 cc                            | 124,0 cc                             | 124,4 cc                             |
| Compressieverhouding   | 10,5:1                              | 10,5:1                              | 10,5:1                              | 10,5:1                            | 10,5:1                            | 10,5:1                            | 10,2:1                                               | onbekend                             | onbekend                             | onbekend                             | onbekend                             | onbekend                             |
| Max. Vermogen          | 15,3 pk (11,3 kW)                   | 18,5 pk (13,6 kW) bij 13.000 tpm    | 21 pk (15,4 kW) bij 13.500 tpm      | 21 pk (15,4 kW) bij 13.500 tpm    | 22 pk (16,2 kW) bij 13.000 tpm    | 24 pk (17,7 kW) bij 14.000 tpm    | 16,5 pk (12,1 kW) bij 11.500 tpm tot 22 pk (16,2 kW) | onbekend                             | 28 pk (20,6 kW) bij 16.500 tpm       | 30 pk (22,1 kW) bij 17.000 tpm       | 34 pk (25 kW) bij 20.000 tpm         | 38 pk (27,9 kW) bij 20.500 tpm       |
| Primaire aandrijving   | tandwielen                          | tandwielen                          | tandwielen                          | tandwielen                        | tandwielen                        | tandwielen                        | tandwielen                                           | tandwielen                           | tandwielen                           | tandwielen                           | tandwielen                           | tandwielen                           |
| Koppeling              | meervoudige droge platenkoppeling   | meervoudige droge platenkoppeling   | meervoudige droge platenkoppeling   | meervoudige droge platenkoppeling | meervoudige droge platenkoppeling | meervoudige droge platenkoppeling | meervoudige droge platenkoppeling                    | meervoudige droge platenkoppeling    | meervoudige droge platenkoppeling    | meervoudige droge platenkoppeling    | meervoudige droge platenkoppeling    | meervoudige droge platenkoppeling    |
| Versnellingen          | 6                                   | 6                                   | 6                                   | 6                                 | 6                                 | 6                                 | 5                                                    | onbekend                             | 8                                    | 8                                    | 8                                    | 8                                    |
| Secundaire aandrijving | ketting                             | ketting                             | ketting                             | ketting                           | ketting                           | ketting                           | ketting                                              | ketting                              | ketting                              | ketting                              | ketting                              | ketting                              |
| Rijwielgedeelte        | ruggengraatframe met dragende motor | ruggengraatframe met dragende motor | ruggengraatframe met dragende motor | brugframe met dragende motor      | brugframe met dragende motor      | brugframe met dragende motor      | ruggengraatframe met dragende motor                  | onbekend                             | brugframe met dragende motor         | brugframe met dragende motor         | brugframe met dragende motor         | brugframe met dragende motor         |
| Remmen                 | simplexremmen voor en achter        | simplexremmen voor en achter        | duplexremmen voor en achter         | duplexremmen voor en achter       | duplexremmen voor en achter       | duplexremmen voor en achter       | duplexremmen voor en achter                          | duplexremmen voor en achter          | duplexremmen voor en achter          | duplexremmen voor en achter          | duplexremmen voor en achter          | duplexremmen voor en achter          |
| Droog gewicht in kg    | 87 kg                               | 87 kg                               | 93 kg                               | 97 kg                             | onbekend                          | 90 kg                             | 127 kg                                               | onbekend                             | 88 kg                                | 88 kg                                | 85 kg                                | 85 kg                                |

## Trivia

### Vermogen
Honda gaf het vermogen altijd op gemeten aan het achterste kettingtandwiel. Dan was er al enig vermogensverlies opgetreden in de koppeling en de versnellingsbak. Om tot "krukas-pk's" te komen moest bij het opgegeven vermogen ongeveer 15% worden opgeteld.
| - Het team dat op 5 mei 1959 op het eiland Man arriveerde, reisde met documenten waarop de leden als werknemers van de Okura Trading Co. te boek stonden. Er waren enkele malen problemen met de Japanse overheid geweest als Honda-werknemers naar het buitenland wilden reizen, met name als het om buitenlandse valuta ging. Honda exporteerde immers nog niet. Okura had het bedrijf geholpen bij de aanschaf van buitenlandse machines en deed wel aan import en export. - Het budget van het team was in 1959 beperkt. Iida verzamelde alle dollars die de teamleden hadden mogen uitvoeren en dat bedrag vormde het budget voor het team. Ze huurden kamers in een goedkoop hotel en knipten zelfs elkaars haar om geld te sparen. Van Soichiro Honda hadden alle deelnemers Europese tafelmanieren moeten leren om Japan en Honda niet te schande te maken. Het menu bestond dagelijks uit schapenvlees. Als de Japanners met handgebaren probeerden te achterhalen wat er op hun bord lag was het antwoord van de serveerster steevast: "Baa". De rijst met bonen die met de machines in de reiskratten verpakt was was helemaal beschimmeld en kon worden weggegooid. Daar kwam nog bij dat de racemotoren tamelijk roestig uit hun kratten kwamen. - Teisuke Tanaka: "Ik had nog nooit op asfalt gereden. Mount Asama was onverhard en in die tijd waren zelfs de nationale hoofdwegen in Japan nog onverhard. Ik rilde bij de gedachte dat ik hier moest racen. Er waren trottoirbanden, stenen muren en bomen aan beide kanten van de weg en ik moest wennen aan de tonrondte van de weg. Ik reed enkele keren het circuit rond om het in mijn geheugen te prenten, maar het was erg moeilijk en ik raakte bijna in paniek. Toen ik even stopte om te rusten kwamen de eilanders naar mij toe om te vragen of ik uit Japan kwam en waar mijn Benly vandaan kwam. Ik vertelde ze dat het een Honda uit Japan was, maar ze konden niet geloven dat wij in Japan motorfietsen konden bouwen. Ik vertelde overal waar ik kwam: "Made in Japan, made by Honda", maar ze geloofden me niet. De Benly liep erg goed, maar de noppen van de banden versleten erg snel en de kettingen rekten op. De bougies verloren hun elektroden en er brandden gaten in de zuigers. We ontdekten dat onze Japanse producten niet aan de wereldstandaard voldeden. Ook de Japanse helmen kwamen niet door de keuring en we waren gedwongen Britse Cromwell-helmen te kopen." - Kiyoshi Kawashima: "We arriveerden een maand te vroeg op het eiland Man en waren de eersten. We realiseerden ons niet dat het WK-seizoen gewoon liep en dat de andere teams hun wedstrijden aan het rijden waren. Toen de andere teams begonnen te arriveren zagen we dat ze erg snel waren. Ik was geschokt, meer dan "the Old Man" (Soichiro Honda). Ik moest tenslotte de strijd met hen aangaan. Ik wist niet welke instructies ik de coureurs moest geven. Onze racemotoren waren goed, maar de schommelvoorvorken zagen er gedateerd uit en ik was bezorgd om de stijfheid van de frames en de prestaties van de remmen. Onze testbaan in Japan bestond uit twee lange rechte stukken langs de Arakawa rivier en was geen maatstaf voor de omstandigheden op Man. De coureurs en de monteurs van de concurrentie waren zo goed dat de moed me in de schoenen zonk. Ik herstelde me echter snel, voelde me competitief en dacht: "goed, we winnen dit jaar niet, maar volgend jaar zijn we beter". Het hele team verheugde zich al op het volgende jaar. Misschien was het naïef of dom, maar het was de gedachte die je bij Honda meekreeg." - Shunji Hirota: "Toen we op Man aankwamen ging alles zoals in Japan. Iedereen, van hoog tot laag, werkte tot laat in de avond. We vonden het prettiger om 's avonds te werken omdat we dan geen toeschouwers hadden. In een krant stond dat de Japanners net muizen op zolder waren. Je kon ze 's nachts horen rennen. De kranten meldden ook dat de Japanners op zaterdag en zondag werkten, wat erop duidde dat ze niet klaar waren voor de race en niet efficient werkten." - Naomi Taniguchi: "Op 3 juni was het racedag. Teamleider Kawashima zei eenvoudig: "niet overdrijven". Dat kalmeerde me meteen. Ik zei tegen mezelf: "Ik moet het op de beste manier doen die ik ken". Als hij me had gezegd mijn best te doen was ik waarschijnlijk nog zenuwachtiger geworden. Kawashima wist ons goed te begeleiden." - Teisuke Tanaka: "Toen Kawashima me in het oor fluisterde het niet te overdrijven stopten mijn knieën met bibberen. Ik racete terwijl ik me nauwelijks bewust was wat er gebeurde. Het is niet eenvoudig de rempunten te vinden en de racelijnen van andere coureurs af te kijken. Ik miste een paar keer een bocht, maar vertrouwde op mijn geluk. Dankzij de machine wist ik de finish te halen." - Kiyoshi Kawashima: "Ik vertelde ze alleen de finish te halen. Als de motorfietsen kapotgingen konden we geen data verzamelen. We richtten ons op de competitie voor de komende twee of drie jaar, dus we moesten ten minste één machine hebben die de hele afstand geracet had. Vier machines haalden de eindstreep en dat was meer dan we verwacht hadden." - Shunji Hirota: "Bill Hunt viel met de RC 141 en viel uit, maar iedereen deed het goed en het was rustig in de pit. In de zevende ronde brak een remhevelpen van de machine van Junzo Suzuki en ze viel uit de remhevel. Dat soort zaken waren we wel gewend, dus we zorgden voor een noodreparatie en stuurden hem weer de baan op. De motor deed het prima, de hele afstand van 173,5 km." - Yoshitaka Iida: "Kawashima belde met Soichiro Honda om de resultaten door te geven. Hij feliciteerde ons met de prestaties en met de teamprijs en zei dat we het goed gedaan hadden. De volgende dag zag de wereld er heel anders uit. De kranten (hoewel ik ze niet goed kon lezen) schenen positieve dingen over ons te schrijven en er was geen sprake meer van muizen op zolder. Ik moest lachen toen ik het Honda Benly-logo ondersteboven afgedrukt zag." - Kiyoshi Kawashima: "Meneer Honda had ons uitgezwaaid toen we vertrokken en hij stond ook op het vliegveld om ons te ontvangen. Behalve een reporter van een motorblad was er geen pers, maar de volgende dag schreven toch enkele kranten over een klein Japans team dat het in Europa had opgenomen tegen andere ervaren teams en rijders en de teamprijs had gewonnen. Het ministerie van Handel en Industrie noemde het : "PR voor de Japanse export" en prees zichzelf vanwege zijn steun. We hadden nooit iets gemerkt van steun van het ministerie, maar dit was waarschijnlijk hun manier om het vuurtje onder de Japanse industrie op te stoken om producten te gaan maken die geëxporteerd konden worden. De meeste mensen wisten niet eens dat er een verschil bestond tussen normale productie-motorfietsen en racemotoren." |